# Viale Bernardo Segni
Viale Bernardo Segni è una strada di Firenze, che devia dai Viali di Circonvallazione e che con essi fu costruito da Giuseppe Poggi ai tempi in cui la città era capitale d'Italia. La strada alberata va dal viale Antonio Gramsci a via Nathan Cassuto (via dei Della Robbia), dove si innesta e prosegue verso la stazione ferroviaria di Campo di Marte sotto il nome di viale Giuseppe Mazzini.

## Storia
La denominazione, in omaggio al letterato e storico Bernardo Segni fu deliberata dalla giunta comunale nel gennaio del 1901. Il tracciato ha tuttavia origine precedente, essendo in linea di massima previsto nel progetto di ingrandimento della città messo a punto da Giuseppe Poggi negli anni di Firenze Capitale (1865-1871), ed ha uno stretto rapporto sia con l'area individuata nella variante del piano regolatore del 1866 come deputata alla realizzazione della piazza d'Armi con la nuova caserma di Cavalleria (cioè la zona ancor oggi chiamata Campo di Marte), sia con la soppressione della vecchia via ferrata Aretina che andava a lambire i viali proprio laddove il viale Antonio Gramsci incontra il viale Giuseppe Mazzini. 
Il collegamento tra la caserma e l'anello dei viali (fondamentale per assicurare l'intervento celere delle truppe in caso di sommosse popolari) era stato individuato nell'attuale viale dei Mille che, tramite il viale Don Minzoni permetteva di raggiungere l'allora piazza Camillo Cavour (piazza della Libertà) e quindi il cuore della città. L'obiettivo imponeva, tra l'altro, come richiesto dal genio militare, una ampiezza dell'arteria tale da consentire che la truppa potesse marciare in plotoni. Sempre secondo il progetto originario di Giuseppe Poggi laddove è oggi il viale Giuseppe Mazzini doveva essere invece tracciata una strada di dimensioni correnti, funzionale a servire una delle molte zone residenziali previste. In realtà la costruzione della nuova caserma di Cavalleria, per vari motivi, fu rimandata a lungo e quindi sospesa con il trasferimento della Capitale a Roma nel 1871. Ugualmente, la stazione ferroviaria di Porta alla Croce che serviva la vecchia via ferrata Aretina e che doveva essere demolita per l'arretramento dell'intera linea in termini molto prossimi agli attuali, fu rimandata per contrasti con l'amministrazione delle ferrovie. 
Fu a questo punto (1875 circa) che si pensò di tracciare qui un viale di collegamento con la piazza d'Armi, con un'ampiezza funzionale alle necessità dei plotoni. La stazione di Porta alla Croce, che sostanzialmente occupava l'area determinata dalla biforcazione tra il viale Giuseppe Mazzini e il viale Bernardo Segni, fu demolita solo nel 1896, il che spiega il ritardo nell'urbanizzazione della zona che infatti si caratterizza per villini e palazzine erette nei primi decenni del Novecento e oltre. 
Il viale documenta nella sua attuale configurazione le travagliate vicende riassunte, nel suo troncarsi bruscamente (sotto il nome di viale Giuseppe Mazzini) all'altezza del muro dell'attuale linea ferroviaria lungo via Mannelli, così come già inizialmente previsto da Giuseppe Poggi anche se in relazione a un ben più modesto asse stradale.

## Descrizione

### Edifici
| Immagine | N°   | Nome    | Descrizione |
| -------- | ---- | ------- | --- |
|          | 1-3  | Villa   | Si tratta di un notevole edificio che può vantare l'appellativo di villa per il giardino che lo cinge su due lati e per il prospetto principale leggermente arretrato rispetto al viale, peraltro alberato. Nonostante non sia stata rintracciata letteratura al proposito, è rappresentativo di un certo modo di intendere l'architettura moderna nel primo decennio del Novecento, periodo che peraltro vide la costruzione delle altre ville adiacenti a questa, a determinare un isolato di indubbio interesse, segnato da costruzioni di opulenta ricchezza (secondo modi per i quali Rossana Bossaglia ha coniato la definizione di 'eclettismo di ritorno'), rappresentative del gusto di una borghesia in rapida ascesa. Il prospetto dal lato del viale presenta, oltre al bel cancello in ferro di accesso al giardino (numero civico 1), un basso corpo di fabbrica con terrazza che termina con un volume (numero civico 3) dove è il monumentale portone, coronato da uno scudo con il campo vuoto. Tutta questa porzione è trattata a finto bugnato rustico, in parte integrato. Il fronte, a due piani più un corpo in soprelevazione forse costruito in un secondo tempo, è a tre assi (dei quali il terzo leggermente avanzato), con grandi finestre inquadrate da cornici di notevole ricchezza, con timpani triangolari (inferiormente) e ad arco (superiormente), qualificate da scudi, teste di leone, volute, e altri elementi decorativi ottenuti da funi intrecciate e annodate. Particolarmente fastoso il sottogronda, con mensole binate e intervallate sia da festoni di frutta sia, nuovamente, dal tema delle funi annodate, che nel suo insieme rimanda a modelli seicenteschi. |
|          | s.n. | Palazzo | Per quanto il prospetto sul viale Antonio Gramsci presenti un disegno riconducibile alla tipologia del villino ottocentesco, le dimensioni sia complessive sia dei singoli elementi costitutivi la facciata sono tali da far meritare all'edificio il titolo di palazzo (o di villa, non fosse per il giardino che si sviluppa solo su due lati). Posto a determinare l'angolo col viale Antonio Gramsci, presenta una pianta a "L" che consente alla fabbrica di svilupparsi in profondità per sette assi ben distanziati tra loro, con accessi alle rimesse (di cui una già scuderia) da ambedue i lati. Nell'insieme è chiaro il riferimento alla tradizione poggiana, anche nei singoli particolari, quali le mensole delle finestre e la bella gronda alla romana. La data di realizzazione dovrebbe collocarsi sul finire degli anni novanta, tenendo presente questa stretta relazione con la tradizione ottocentesca e, al tempo stesso, i limiti posti all'urbanizzazione di questa porzione dell'area per la presenza della stazione ferroviaria di Porta alla Croce della Tranvia del Chianti, demolita nel 1896. L'insieme, recentemente restaurato, ospita uffici del Monte dei Paschi di Siena (settore promotori finanziari). |
|          | 5-7  | Villa   | L'edificio sorge in un'area edificata nel primo decennio del Novecento e concorre a definire un isolato di notevole pregio, sia per la qualità delle singole architetture sia per l'unitarietà del loro stile, segnato da elementi Liberty ma ancora di più da quel gusto detto 'eclettismo di ritorno', legato al recupero di stilemi barocchi e fortemente propenso all'impiego per le facciate di opulenti elementi decorativi in pietra artificiale. In questo caso appare tuttavia chiara la volontà di mantenersi in parte legati alla tradizione ottocentesca, contenendo l'aggetto plastico dei decori e utilizzandoli assieme a più classiche lesene e capitelli corinzi. Per quanto riguarda il fronte verso il viale, l'edificio presenta tre assi su tre piani (più un piano seminterrato), interamente finestrati, trovandosi il portone d'accesso su un fianco, in posizione appartata e prospiciente la striscia di giardino accessibile dal cancello carrabile (un altro cancello è dal lato opposto, segnato col numero civico 7). L'asse centrale del prospetto principale è arricchito da due pilastri con capitelli corinzi che si sviluppano dal piano nobile fino al sottogronda, a incorniciare una finestra e il finestrone che consente l'accesso al balcone, con parapetto arricchito da festoni di frutta. Sull'architrave di questo stesso finestrone è la data 1909. |